# Edith Frank
Edith Frank, född Holländer den 16 januari 1900 i Aachen, död 6 januari 1945 i koncentrationslägret Auschwitz, var mor till dagboksförfattaren Anne Frank.
Edith Frank föddes i Tyskland under tidigt 1900-tal. Hon gifte sig med Otto Frank och födde två barn, Margot 1926 och Anne 1929. Edith är känd från dottern Annes dagbok som mamman som tjatade på Anne hela tiden. Modern tog mycket illa vid sig när hennes dotter hellre sökte sin fars sällskap. Den judiska familjen, som gömt sig i gårdshuset på Prinsengracht 263 i Amsterdam, greps av nazisterna den 4 augusti 1944 och fördes bort.
Alla judar som gömt sig mellan åren 1942 och 1944 fördes till koncentrationsläger med den sista transporten till öst från genomgångslägren i Holland.
Edith Frank blev förkrossad när hennes två döttrar togs från henne i oktober 1944. De transporterades till Bergen-Belsen för att aldrig återse sin mor. Edith Frank blev sjuk och dog till slut i januari 1945, av svält, saknad och utmattning bara några få veckor innan lägret befriades.